# Antepione ochreata
Antepione ochreata är en fjärilsart som beskrevs av George Duryea Hulst 1898. Antepione ochreata ingår i släktet Antepione och familjen mätare. Inga underarter finns listade i Catalogue of Life.

## Bildgalleri

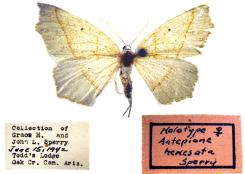
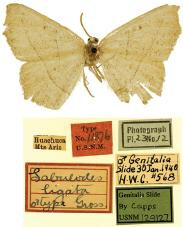
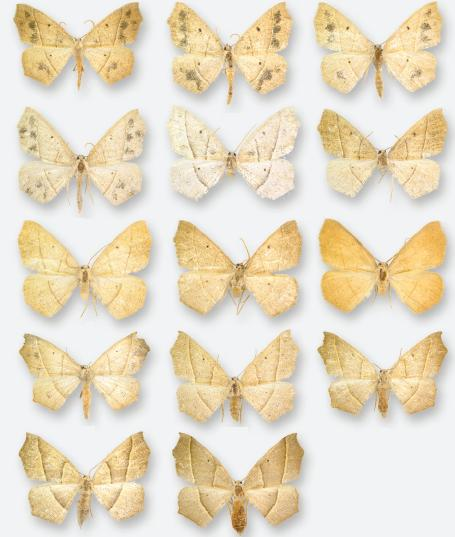
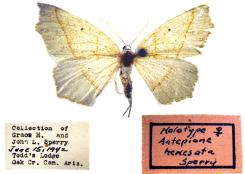